# Państwa krzyżowe
Państwa krzyżowe – termin odnoszący się przede wszystkim do XII i XIII-wiecznych państw feudalnych, powstałych w wyniku podbojów dokonanych przez zachodnioeuropejskich krzyżowców w okresie wypraw krzyżowych na terenach Azji Mniejszej, Grecji i Ziemi Świętej.

## Basen Morza Śródziemnego
Podczas gdy rekonkwista, wielowiekowa walka mająca na celu odzyskanie Półwyspu Iberyjskiego z rąk muzułmańskich Maurów, spełnia wszelkie kryteria, by zaliczyć ją do wypraw krzyżowych, to jeśli chodzi o powstałe w wyniku rekonkwisty chrześcijańskie królestwa, nie ma takiego zwyczaju, aby nazywać je państwami krzyżowymi.

### Bliski Wschód

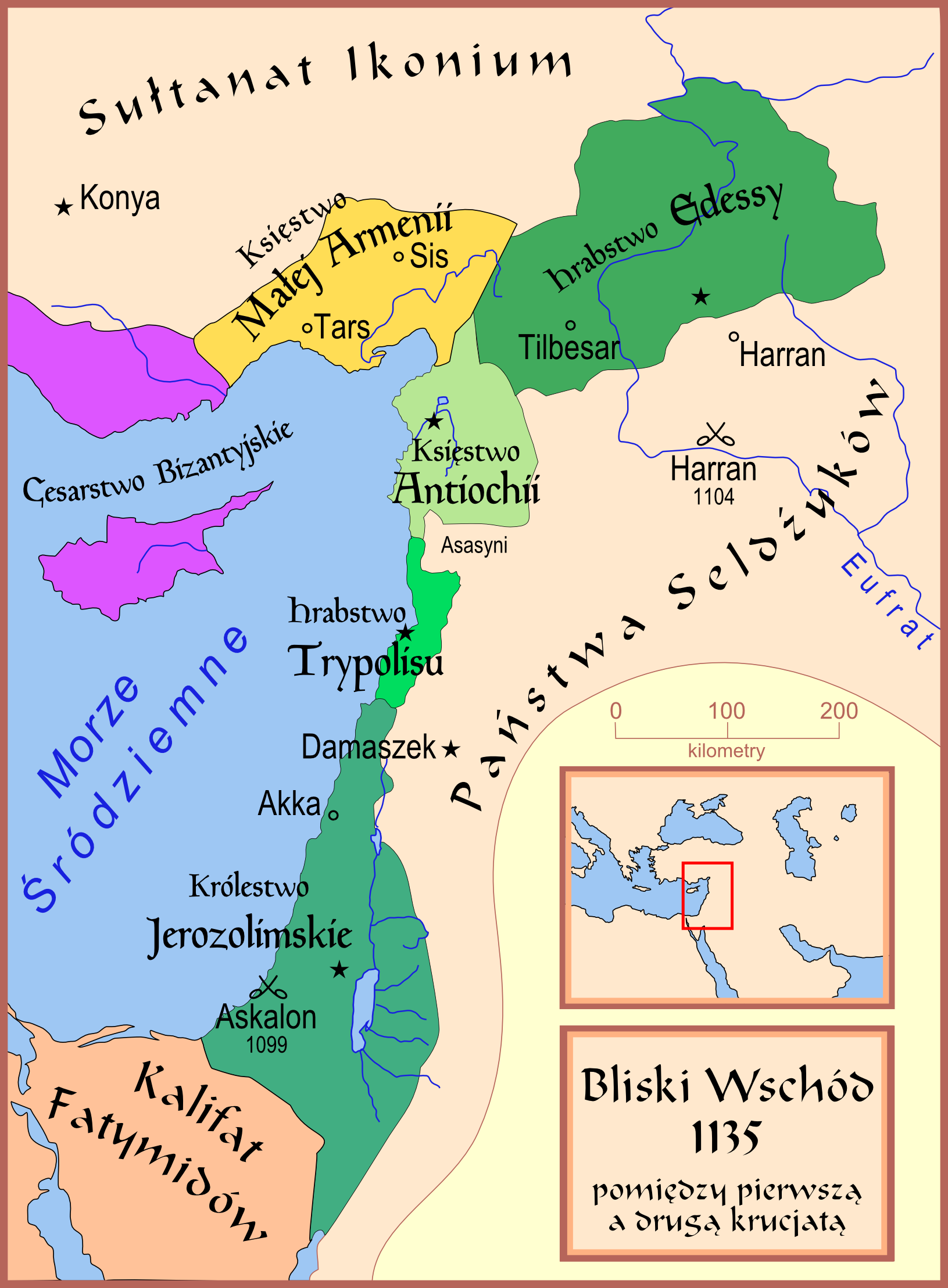
Bliski Wschód ok. 1135 roku

Pierwsze cztery państwa krzyżowe utworzone zostały w czasie trwania lub bezpośrednio po zakończeniu I wyprawy krzyżowej:
- Hrabstwo Edessy – pierwsze państwo krzyżowców, założone w 1098, przetrwało do 1144.
- Księstwo Antiochii – założone w 1098, przetrwało do 1268.
- Hrabstwo Trypolisu – założone w 1104, samo miasto Trypolis zostało zdobyte w 1109, przetrwało do 1289.
- Królestwo Jerozolimskie – założone w 1099, przetrwało do 1291, kiedy to upadło ostatnie miasto krzyżowców – Akka. W skład Królestwa Jerozolimskiego wchodziło także wiele obszarów lennych, cztery najważniejsze z nich to:
  - Księstwo Galilei
  - Hrabstwo Jafy i Aszkelonu
  - Seniorat Zajordanii
  - Seniorat Sydonu

- Królestwo Małej Armenii – powstało przed erą wypraw krzyżowych, jednakże otrzymało status królestwa w 1198 roku od Papieża Innocentego III, a później zostało częściowo „zwesternizowane” poprzez francuską dynastię Lusignan.

### Cypr
Królestwo Cypru – założone przez krzyżowców podczas III wyprawy krzyżowej. Jeden z przywódców wyprawy, król angielski Ryszard I Lwie Serce podbił Cypr w czasie drogi do Ziemi Świętej. Z wyspy uczyniono królestwo i przekazano koronę Gwidonowi de Lusignan w 1192. Królestwo przetrwało do 1489, kiedy to Republika Wenecka przejęła kontrolę nad wyspą. Wyspa pozostawała w rękach chrześcijańskich do czasu zdobycia jej przez Imperium Osmańskie w 1571.

### Bałkany i Azja Mniejsza
Posiadłości weneckie
     Posiadłości genueńskie
     Księstwo Naksos
     Zakon joannitów
     Cesarstwo Bizantyńskie
     Królestwo Cypru

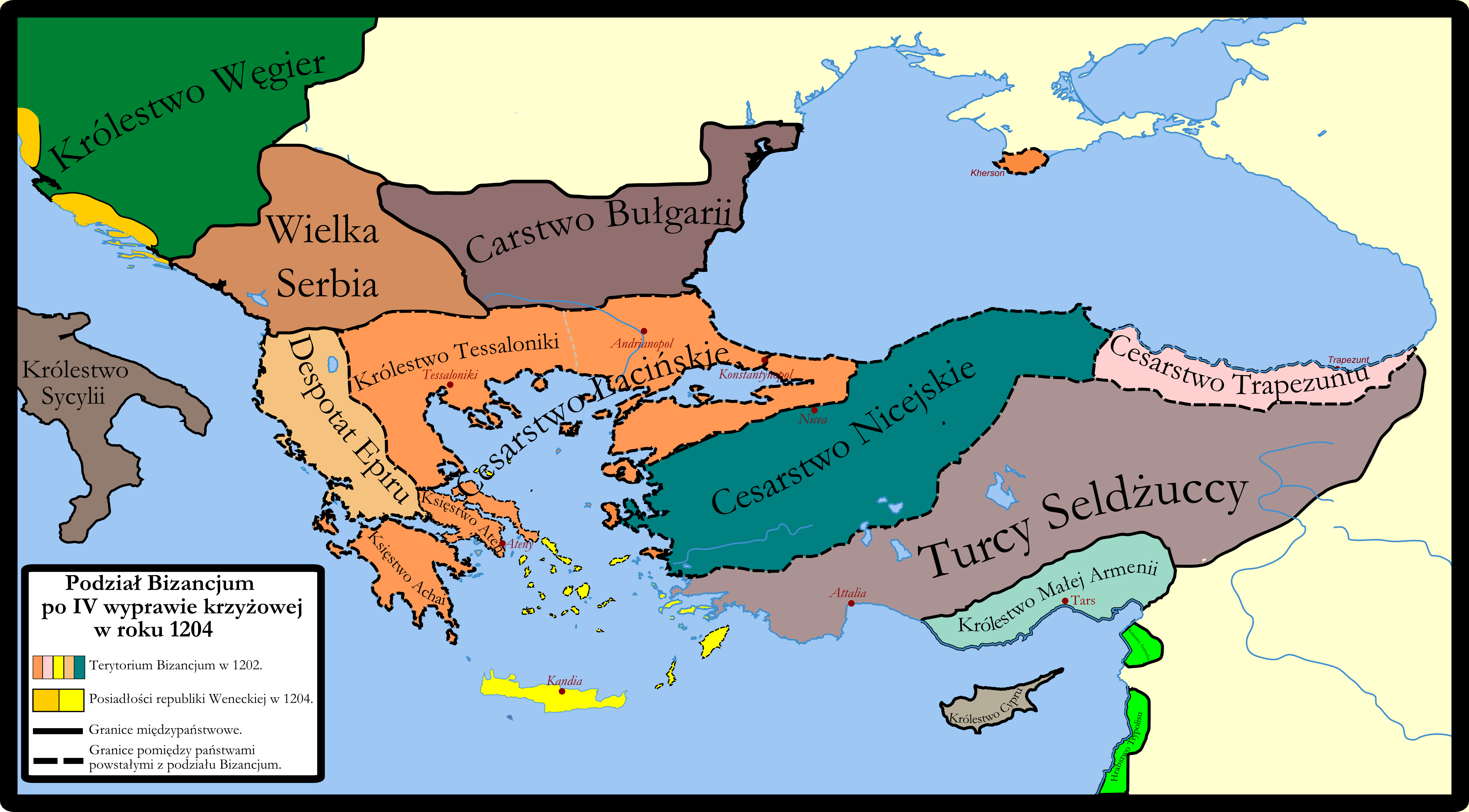
Podział Bizancjum po IV wyprawie krzyżowej

Wschodnie Morze Śródziemne w 1450
Posiadłości weneckie
Posiadłości genueńskie
Księstwo Naksos
Zakon joannitów
Cesarstwo Bizantyńskie
Królestwo Cypru

W wyniku IV wyprawy krzyżowej posiadłości Cesarstwa Bizantyńskiego zostały podzielone na szereg różnych łacińskich tworów państwowych, rozpoczynając tzw. epokę „frankokracji” (greka: φραγκοκρατία).
- Państwa łacinników wyłonione na gruzach imperium bizantyjskiego:
  -  Cesarstwo Łacińskie w Konstantynopolu (1204–1261)
  -  Królestwo Tesaloniki (1205–1224)
    - Seniorat Salony (1205–1410)

  -  Księstwo Achai (1205–1432)
    - Seniorat Argos i Nauplionu (1205–1388)

  -  Księstwo Aten (1205–1458)
  -  Księstwo Naksos (1207–1579)
  - Księstwo Filipopolis

- Republika Wenecka – podczas wypraw krzyżowych wiele wysp przeszło we władanie również Weneckiej Republiki, najważniejsze z nich to Kreta (1204–1669), Eubea (Seniorat Negroponte, do 1470) oraz Wyspy Jońskie (do 1797).

Państwa łacińskie musiały stawiać czoła kontynuatorom bizantyjskiej państwowości w postaci Cesarstwa Nicejskiego i Despotatu Epiru oraz państwu Bułgarów. Królestwo Tesaloniki i Cesarstwo Łacińskie zostały odbite przez Bizantyjczyków do 1261. Następcy krzyżowców rządzili w Atenach i na Peloponezie (Morea) do XV wieku, kiedy obszary te podbiło imperium osmańskie.
- Zakon Joannitów – zajmował od 1310 wyspę Rodos (zajął także kilka innych wysp na Morzu Egejskim), do czasu przegnania ich na Maltę przez Turków osmańskich w 1522 – od tego czasu zwano ich zakonem kawalerów maltańskich.
  - Wyspa Kastelorizo (tak samo jak Rodos wchodząca w skład archipelagu Dodekanez) została zajęta przez joannitów w 1309; Mamelucy okupowali ją od 1440 do 1450; następnie we władaniu Królestwa Neapolu; później, od 1635 w posiadaniu Wenecji (jako Castellorosso); rządy osmańskie od 1686, Grecy kontrolowali przejściowo wyspę w latach 1821–1833 podczas wojny o niepodległość, od 1948 w skład Grecji.
  - Inne pobliskie terytoria które znalazły się czasowo pod władzą zakonu to miasta: Smyrna (obecnie Izmir; 1344–1402), Attaleia (obecnie Antalya; 1361–1373 oraz Halicarnassos (obecnie Bodrum; 1412–14..), wszystkie w Anatolii (dzisiejsza Turcja); także miasta Korynt (1397–1404) i Salona (starożytna Amphissa; 1407–1410), oraz wyspy Ikaria (1424–1521) i Kos (1215–1522), wszystko obecnie wchodzi w skład państwa greckiego.

## Basen Morza Bałtyckiego

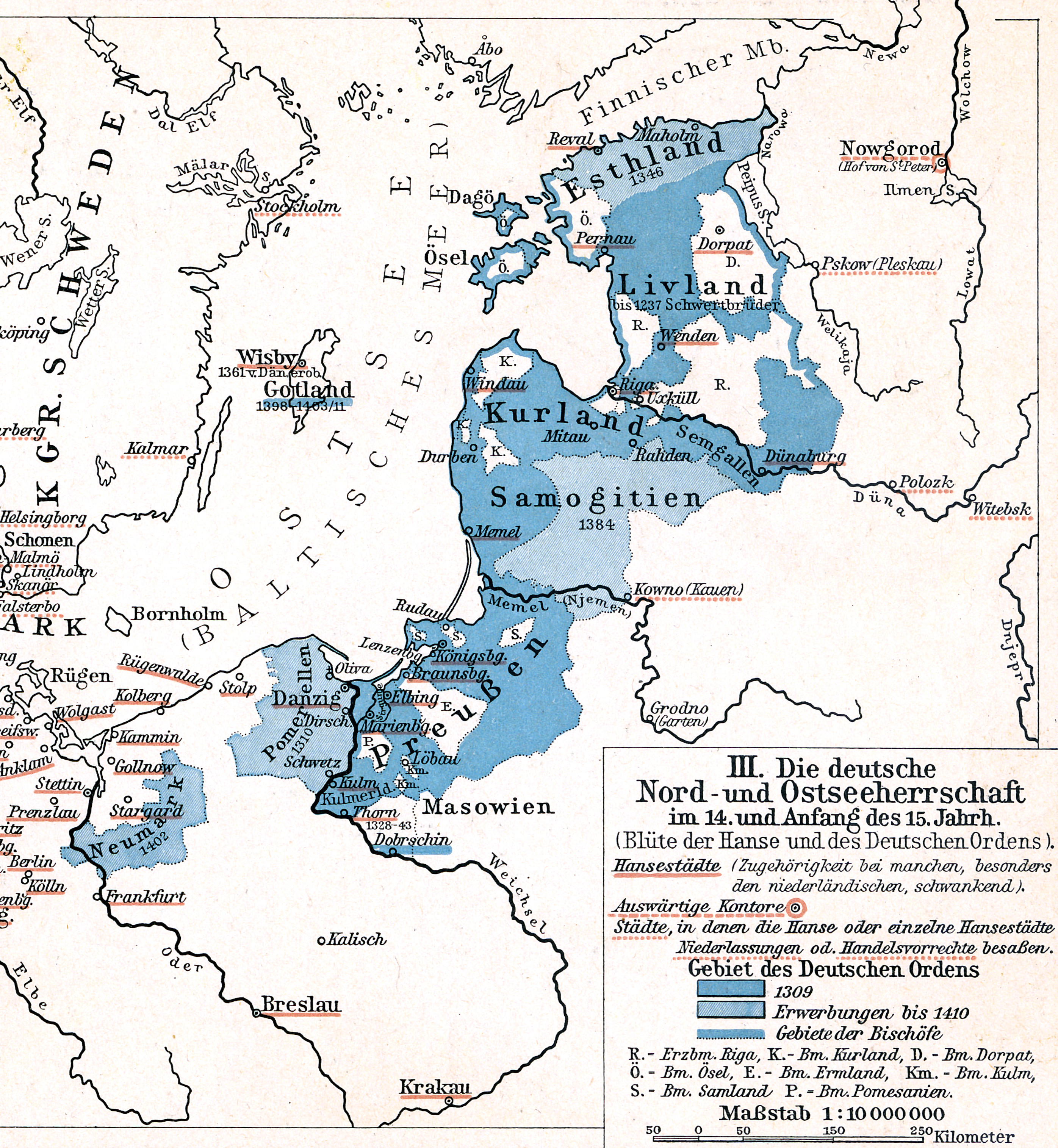
Państwa krzyżowców nadbałtyckich w momencie największej potęgi w 1410

W średniowieczu, w regionie południowo-wschodniego wybrzeża Bałtyku, tubylcze plemiona Bałtów zażarcie opierały się chrystianizacji, jako ostatnie ludy w Europie. Na obszarze tym od początków XIII wieku działały dwa zakony rycerskie:
- Zakon kawalerów mieczowych – zakon rycerski oparty na regule templariuszy, założony w Rydze w Inflantach (dzisiejsza Łotwa i Estonia) w 1202, przez biskupa Alberta von Buxhövdena, w celu obrony i rozszerzania diecezji ryskiej. Po ciężkiej klęsce poniesionej z rąk pogan w 1236, kawalerowie mieczowi połączyli się w 1237 z zakonem krzyżackim, przejmując ich regułę, ale zachowując w Inflantach własną administrację (Terra Mariana). W 1242 książę nowogrodzki Aleksander Newski zadał im ciężką klęskę na jeziorze Pejpus. Przegrana zaprzepaściła próbę skierowania ekspansji zakonu na wschód. Ostatecznie przestał istnieć wskutek sekularyzacji w 1561.

- Zakon krzyżacki – w 1226 książę Konrad mazowiecki zaprosił zakon na swoje ziemie w celu obrony przed napadami pogańskich plemion Prusów, przyznając mu w dzierżawę ziemię chełmińską, jako dogodną bazę do rozpoczęcia walk z poganami. W ciągu kilkudziesięciu lat zakon opanował wszystkie ziemie Prus Wschodnich. Prowadził również wojny z chrześcijańskimi sąsiadami – Królestwem Polski i Wielkim Księstwem Litewskim. W 1308 podstępem opanował Pomorze Gdańskie. W wyniku przegranej wojny trzynastoletniej w 1466, przekształcił się w lenno króla Polski jako Prusy Zakonne.